# Federico Insúa
Federico Insúa (Buenos Aires, 3 de Janeiro de 1980) é um ex-futebolista argentino que atuava como meia-atacante.

## Carreira

### Início
Apelidado de El Pocho, Insúa foi criado numa família de classe média em Buenos Aires. Entrou nas categorias de base do Argentinos Juniors e estreou profissionalmente no dia 18 de novembro de 1997.

### Independiente
Depois de 5 temporadas no clube, se transferiu para o Independiente em 2002.

### Málaga
Depois de ganhar o campeonato nacional com o Independiente, Insúa foi para o Málaga CF em 2003, mas retornou ao Independiente depois de uma temporada sem destaque.

### Boca Juniors
No começo do ano de 2005, Insúa se transferiu mais uma vez, dessa vez para o Boca Juniors. Estreou na vitória do Boca por 4 a 1 sobre o Gimnasia de Jujuy. Fez um dos gols que garantiu o título da Torneio Apertura de 2005, na vitória por 2 a 1 sobre Olimpo, em uma cobrança de falta aos 40 minutos do 2° tempo.
Marcou o 3° gol da vitória por 4 a 0 sobre o Estudiantes de La Plata, em 30 de abril de 2006, que deixou o Boca perto do título Clasura (2° turno do Campeonato Argentino).
Depois de um início fraco, se tornou o craque do time e camisa 10, ajudando o Boca a faturar o torneio Apertura e Clausura 2005-06, a Copa Sul-Americana e a Recopa-Sul Americana, deixando o Boca em 2006, rumo ao Borussia Monchengladbach.

### Borussia Mönchengladbach
No dia 28 de julho de 2006, foi anunciado pelo Borussia Mönchengladbach por 4 milhões de euros, com a missão de resolver os problemas no meio-campo do time, assinando contrato com clube alemão por 4 anos, vestindo a camisa 10. No dia 3 de fevereiro de 2007, marcou seu 1° gol contra o Arminia Bielefeld.

### América do México
Depois do rebaixamento do Mönchengladbach na temporada 2006-06, foi vendido para o América, do México, por 7,5 milhões de dólares, por 4 anos, com um salário de mais 1 milhão de dólares por ano, sendo contratado para substituir Cuauhtémoc Blanco, ídolo do clube. Se juntou à equipe no dia 27 de junho de 2007. No dia 27 de julho de 2008, Insúa abriu o placar de 1–0 sobre o Santos Laguna no primeiro jogo do torneio de Apertura de 2008. Acabou sofrendo uma lesão que o deixou 7 meses sem jogar, atrapalhando seu rendimento. Foi eleito o "estrangeiro da semana no México", ao dar 4 assistências e marca 1 gols na goleada por 6 a 1, sobre o Jaguares de Chiapas.
Após cair de rendimento e não  suprir as expectativas, foi divulgado seu empréstimo ao clube também mexicano Necaxa, por 6 meses e em janeiro de 2009 foi apresentado, mas não conseguiu evitar o rebaixamento da equipe, e acabou retornando ao América.

### Boca Juniors
Em 18 de julho de 2009, Insúa foi emprestado ao Boca Juniors por 1 ano. Quando o empréstimo acabou, assinou um contrato com o Bursaspor por 2 anos no dia 17 de junho de 2010.

### Vélez Sarsfield
Insúa retornou à Argentina para a Argentina para a disputa do Campeonato Argentino de 2011-12, pelo Vélez Sársfield. Com o Vélez, conquistou seu 4° campeonato argentino (sendo 3 por times diferentes) depois de ajudar na conquista do Campeonato Argentino de Futebol de 2012–13, estando em todos os 19 jogos e marcando 1 gol. Também ajudou o Vélez a chegar na semifinal da Sulamericana de 2013.

### Retorno ao Independiente
Em 29 de janeiro de 2014, o meia-atacante retornou ao Independiente, que disputava a Segunda Divisão Argentina. Assinou um contrato de 1 ano e meio com o clube. Jogou alguns jogos da competição, na maioria das vezes entrando nos jogos vindo da reserva, mas o time conseguiu o acesso à Primeira Divisão. Não ganhou nenhum minuto sequer com o novo técnico Jorge Almirón e em outubro de 2014, foi despensado do clube pelo presidente Hugo Moyano.

### Millonarios
No final de 2014, Insúa foi contratado pelo Millonarios, da Colômbia, para a disputa da Categoría Primera A de 2015.

### Argentinos Juniors
Disputou sua última temporada em 2016, pelo Argentino Juniors, clube em que começou a carreira. Mas, el poncho não conseguiu evitar a queda à Segunda Divisão, se aposentando no final da temporada, em junho de 2016, com 7 títulos conquistados em 19 anos de carreira, aos 36 anos.

## Seleção
Foi convocado para disputar 2 jogos válidos pelas eliminatórias sul-americanos em 2007, contra a Bolívia e a Colômbia, nos dias 17 e 20 de novembro, respectivamente.

## Títulos

### Independiente
- Campeonato Argentino de Futebol de 2002-03: Apertura

### Boca Juniors
- Campeonato Argentino de Futebol de 2005-06: Apertura e Clausura
- Copa Sul-Americana: 2005
- Recopa Sul-Americana: 2005

### Vélez Sársfield
- Torneio Inicial de 2012
- Campeonato Argentino de Futebol de 2012-13